# اوگوستن پلویی
اوگوستن پلویی (فرانسوی: Augustien Pluys‎؛ زادهٔ ۵ مهٔ ۱۸۹۰ - درگذشت نامشخص) ژیمناست هنری اهل بلژیک بود.